# Percoidei
Los peces con forma de perca son los Percoidei, un suborden de peces dentro del orden Perciformes, el más importante por número de géneros y especies.

## Familias
Hay tres superfamilias en las que se agrupan todas las familias siguientes, con sus nombres comunes más usuales:
- Superfamilia Cepoloidea:
  - Cepolidae (cepólidos)

- Superfamilia Cirrhitoidea:
  - Aplodactylidae (aplodactílidos)
  - Cheilodactylidae (pintadillas)
  - Chironemidae (quelpos)
  - Cirrhitidae (peces halcón)
  - Latridae (peces trompetista)

- Superfamilia Percoidea

- - Acropomatidae (farolitos)
  - Ambassidae (peces de cristal asiáticos)
  - Apogonidae (apogónidos)
  - Arripidae (salmones australianos)
  - Badidae (bádidos)
  - Banjosidae (pez banjo)
  - Bathyclupeidae (arenques de aguas profundas)
  - Bramidae (brámidos)
  - Caesionidae (peces fusilero)
  - Callanthiidae (calántidos)
  - Carangidae (carángidos)
  - Caristiidae (carístidos)
  - Centrarchidae (centrárquidos)
  - Centrogenyidae (falso pez-escorpión)
  - Centropomidae (róbalos)
  - Chaetodontidae (peces mariposa)
  - Coryphaenidae (dorados)
  - Datnioididae (peces tigre)
  - Dichistiidae (peces galeón)
  - Dinolestidae (lucioperca de aleta larga)
  - Dinopercidae (chernas)
  - Drepaneidae (catemos)
  - Echeneidae (rémoras)
  - Emmelichthyidae (andorreros)
  - Enoplosidae (vieja esposa)
  - Epigonidae (epigónidos)
  - Gerreidae (mojarras)
  - Glaucosomatidae (percas perladas)
  - Grammatidae (gramátidos)
  - Haemulidae (burros y roncos)
  - Howellidae (howélidos)
  - Kuhliidae (kulíidos)
  - Kyphosidae (chopas)
  - Lactariidae (pagapa)
  - Lateolabracidae (lubinas asiáticas)
  - Latidae (percas o látidos)
  - Leiognathidae (leiognátidos)
  - Leptobramidae (leptobrámidos)
  - Lethrinidae (letrínidos)
  - Lobotidae (dormilonas)
  - Lutjanidae (pagros, pargos o huachinangos)
  - Malacanthidae (blanquillos)
  - Menidae (peces luna)
  - Monodactylidae (monodactílidos)
  - Moronidae (lubinas)
  - Mullidae (chivos, salmonetes o trillas)
  - Nandidae (peces hoja asiáticos)
  - Nematistiidae (papagallo)
  - Nemipteridae (nemiptéridos)
  - Opistognathidae (bocones)
  - Oplegnathidae (oplegnátidos)
  - Ostracoberycidae (ostracoberícidos)
  - Parascorpididae (parascorpídidos)
  - Pempheridae (barrenderos)
  - Pentacerotidae (espartanos)
  - Percichthyidae (percas templadas)
  - Percidae (percas)
  - Plesiopidae (plesiópidos)
  - Polycentridae (peces hoja)
  - Polynemidae (barbudos)
  - Polyprionidae (náufragos)
  - Pomacanthidae (peces ángel)
  - Pomatomidae (anjova)
  - Priacanthidae (catalufas)
  - Pristolepididae (pristolepídidos)
  - Pseudochromidae (pseudocrómidos)
  - Rachycentridae (cobia)
  - Sciaenidae (corvinas)
  - Scombropidae (escombrópidos)
  - Serranidae (serránidos)
  - Sillaginidae (silagínidos)
  - Sparidae (espáridos)
  - Symphysanodontidae (pargos del talud)
  - Terapontidae (terapóntidos)
  - Toxotidae (arqueros)